# Grita (álbum)
Grita es el álbum debut de Rowek, el proyecto solista de Gustavo Rowek, el legendario baterista de V8 y Rata Blanca. 

## Listado de canciones
Todas las letras escritas por Gustavo Rowek y Nicolas Vicente.
| N.º   | Título                | Duración |  |
| 1.    | «El Banquete»         | 04:23    |  |
| 2.    | «Falsos Profetas»     | 04:26    |  |
| 3.    | «Sistema Perverso»    | 03:33    |  |
| 4.    | «Aquí En Mi Cuerpo»   | 03:56    |  |
| 5.    | «Grita»               | 03:37    |  |
| 6.    | «Mentiroso»           | 03:12    |  |
| 7.    | «Cultura Decadente»   | 04:41    |  |
| 8.    | «Escapar De La Razón» | 03:07    |  |
| 9.    | «Confuso»             | 03:17    |  |
| 10.   | «Suicida»             | 04:45    |  |
| 38:57 |                       |          |  |

## Integrantes
- Gustavo Rowek - Baterista, Productor
- Sergio Berdichevsky - Guitarrista Líder, Productor
- Nicolas Vicente - Vocalista
- Ezequiel Palleiro - Bajista
- Guillermo Piazzo - Guitarrista Rítmico